# Cultura San Francisco
La Cultura San Francisco o Complejo Agroalfarero San Francisco es la más antigua manifestación de asentamientos de grupos agroalfareros del Noroeste argentino. Se desarrolló desde el año 600 a. C. hasta el comienzo de nuestra era en los valles orientales jujeños, lo que corresponde políticamente en la actualidad a los departamentos San Pedro, Ledesma y Santa Bárbara y parte de los de El Carmen, San Antonio, Palpalá y Dr. Manuel Belgrano.
El sitio de Moralito es el que ofrece la colección más completa de esta manifestación cultural. Este sitio arqueológico está situado a 2 kilómetros de la localidad de Arrayanal, departamento de San Pedro, en la provincia argentina de Jujuy, a 1550 m s. n. m.. 
Sobresalieron en la cerámica decorada con rostros humanos y representaciones de animales. En piedra, hicieron morteros, hachas pulidas y puntas de proyectil. La alfarería se puede clasificar en dos grandes grupos: Arroyo del Medio y El Infante. La primera es de color gris o negro, decorada con líneas y puntos incisos realizados por medio de objetos punzantes que dejaban su impronta al surcar la superficie de las vasijas.
En el otro grupo, la cerámica se muestra gruesa, tosca, de color naranja; con ella fabricaron grandes vasijas y urnas funerarias a las que adosaron figuras zoomorfas y antropomorfas.
Practicaban la caza y cultivaban maíz, porotos, zapallo y quinua.